# Wolni Oficerowie (Egipt)

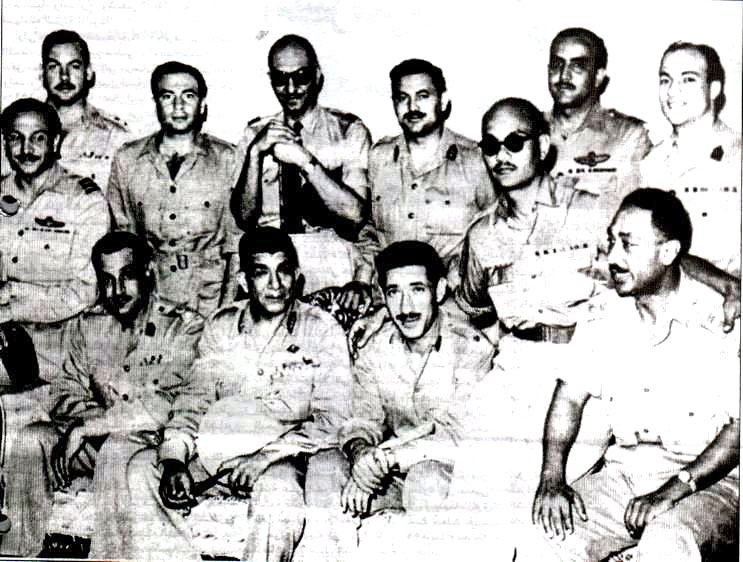
Grupa Wolnych Oficerów, 1952. W pierwszym rzędzie Gamal Abdel Naser, Muhammad Nadżib, Abd al-Hakim Amir oraz Anwar as-Sadat

Wolni Oficerowie (oryg. język arabski حركة الضباط الأحرار, Ad-Dubbat al-Ahrar) – nielegalna, konspiracyjna organizacja wojskowa powstała w armii egipskiej w 1949. Jej członkowie zorganizowali rewolucję egipską r. 1952 i utworzyli po niej nową elitę władzy w kraju.

## Historia
Konspiracyjna organizacja, która przyjęła następnie nazwę Wolnych Oficerów, powstała w 1949 z inicjatywy Gamala Abdela Nasera, Chalida Muhji ad-Dina, Kamala ad-Din Husajna oraz Abd al-Munajn Abd ar-Raufa. W kolejnym roku do kierownictwa organizacji dołączyli Anwar as-Sadat, Dżamal Salim, Salah Salim oraz Abd al-Latif al-Baghdadi. W 1951 kierownictwo organizacji liczyło dziesięciu wojskowych w stopniu majora lub podpułkownika, urodzonych między r. 1917 a 1922, z nielicznymi wyjątkami pochodzących ze średnich warstw społecznych. Według mniej wiarygodnych informacji w 1951 w komitecie kierującym organizacją byli także Zakarijja Muhji ad-Din, Hasan Ibrahim, Amin Siddik, Jusuf Siddik oraz Husajn Szafai. Znaczącymi postaciami wśród Wolnych Oficerów byli ponadto Abd al-Hakim Amir i Ali Sabri. Nazwa "Wolni Oficerowie", według wspomnień as-Sadata, została wprowadzona w 1950.
Do 1952 grupa Wolnych Oficerów liczyła 327 członków (na ogólną liczbę ok. 5500 oficerów egipskich).
Wolni Oficerowie nie sformułowali szczegółowego programu politycznego. Program ogólny, sformułowany w 1951, zakładał walkę z nierównościami i niesprawiedliwością społeczną, wymianę klasy panującej (wobec upadku i korupcji ówczesnych elit), zlikwidowanie zależności od Wielkiej Brytanii i podjęcie walki z imperializmem, likwidację feudalizmu, rozwój gospodarki przy ważnej roli inicjatywy prywatnej i równocześnie aktywnym udziale państwa. Członkowie organizacji sympatyzowali z różnymi środowiskami politycznymi. Niektórzy z nich należeli równocześnie do Stowarzyszenia Braci Muzułmanów. Spora grupa należała w przeszłości do partii Młody Egipt. Jusuf Siddik i Chalid Muhji ad-Din mieli związki z komunistycznym Demokratycznym Ruchem Wyzwolenia Narodowego. Ali Sabri kontaktował się natomiast z ambasadą Stanów Zjednoczonych. W ten sposób o Wolnych Oficerach wiedziała amerykańska dyplomacja i wywiad, odnosząc się do organizacji przychylnie. W marcu 1952 wyższy urzędnik CIA Kermit Roosevelt rozmawiał w Kairze z niektórymi członkami organizacji, po czym w sporządzonej analizie uznał ich organizację za korzystną dla swojego kraju alternatywę wobec rządów króla egipskiego Faruka, co oznaczało, iż USA powinny zaakceptować przeprowadzenie przez nich wojskowego przewrotu.
Według wspomnień as-Sadata Wolni Oficerowie rozpoczęli przygotowania do obalenia monarchii w styczniu 1952 i planowali prowadzić je przez najbliższe trzy lata. Masowe demonstracje w Kairze w końcu miesiąca miały skłonić przewodzącego organizacji Gamala Abdela Nasera do przesunięcia terminu na listopad 1952 (natychmiastowe wystąpienie uniemożliwiały niedostateczne wpływy Wolnych Oficerów w kairskim garnizonie). Ostatecznie jednak Naser zdecydował o przeprowadzeniu przewrotu w nocy z 22 na 23 lipca, obawiając się, że organizacja zostanie wykryta i rozbita.
Po zwycięskiej rewolucji Wolni Oficerowie utworzyli nowy rząd - Radę Rewolucyjnych Dowódców.